# Selenocephalus hafezicus
Selenocephalus hafezicus är en insektsart som beskrevs av Dlabola 1981. Selenocephalus hafezicus ingår i släktet Selenocephalus och familjen dvärgstritar. Inga underarter finns listade i Catalogue of Life.